# 河村吉久
河村 吉久（かわむら よしひさ？ ‐ 慶長13年7月21日（1608年8月31日））は、江戸時代前期の武将。通称、彦左衛門。
初代佐渡奉行。家禄は1500石。

## 略歴
本国は尾張、生国は甲斐という。上杉景勝の家臣で与板衆に名がある。
慶長5年（1600年）上杉家が関ヶ原の戦い及び慶長出羽合戦で西軍に属したため、会津120万石から米沢30万石へ減封されると、吉久は上杉家に従わず、徳川家康に仕えた。
慶長6年(1601年)徳川家康によって佐渡代官を命ぜられた豪商・田中正長は旧上杉家臣で土地勘のある吉久とともに、赴任する。
正長は主に佐渡金山の管理を、吉久は民政と鉱務をつとめた。また、吉久は佐渡の検地奉行をつとめている。
翌年（1602年）吉田守貞・中川主税が追加で赴任する。
しかし吉田が独断で佐渡の領民に重税を課したため三人の百姓（羽茂本郷・勘兵衛と北方村・豊次郎、上新穂村・半十郎）が幕府に出訴し、代官方が敗訴。吉田は切腹、中川は改易となる。
慶長8年（1603年）正長と吉久はこれに連座して奉行役を免じられた。俗に慶長事件という。なお百姓三人は上訴の罪によって追放となったが、年貢の増徴は取止めになったという。
後任に大久保長安。
免役後、甥の河村主膳が越後村上藩主堀直寄に仕えているのをあてにして、村上に移った。その後の動向は不明。
慶長13年7月21日没。
供養塔が相川町江戸沢町大安寺境内にある。塔の地輪には、「広覚院殿清岳浄栄大禅定門頓証大菩提也　干時慶長拾三戊申稔　今月施主敬白」とある。

## 河村彦左衛門五輪塔
小泊石工の惣左衛門が作。刻銘から、河村の死去した慶長13年に造られたものとされる。
地輪正面には向って右側から、「厥以右志者為俗名河村彦左衛門　逝去廣岳院殿　清吽浄栄大禅定門　頓證大菩提也　干時慶長拾三戊申穏今月　施主敬白」、左面には「切工也　小泊村　大工　惣左エ門　新左エ門　甚□　人足　□左エ門　□□郎　□人□」とある。
河村の善政とその死去を哀れんだ在住の有志によって建てられた供養塔とする説がある。
平成6年（1994年）5月24日、当時の石工の存在を知る資料として、国の史跡に指定された。

## 河村祐貞
河村祐貞は佐渡相川の医家。正徳5年（1715年）5月、佐渡奉行神保長治（就任：1712年‐1715年）が江戸帰参の際、病を患っていたため随行し、回復後柏崎より帰された。
この後、代々陣屋附医となった。元文3年（1738年）5月に没。彼は河村吉久の子孫ともいう。

## 参考資料
- 『越佐人物誌』牧田利平、野島出版、昭和47年
- 『佐渡相川の歴史』佐藤利夫（資料集二・七）
- 『佐渡相川郷土史事典』相川町史編纂委員会編
- 「相川の石仏」計良勝範（『いしぼとけ』三号・佐渡石仏会、『佐渡相川の歴史』（資料集二）
- 『凶作と義民』「波多-畑野町史総篇-」（昭和63年）
- 『佐渡人名辞書』本間周敬、大正4年3月
- 佐渡奉行一覧表（新潟県史 近世4、2010年）